# Forest-Montiers
Forest-Montiers (flämisch: Vorstmunster) ist eine französische Gemeinde mit 389 Einwohnern (Stand 1. Januar 2022) im Département Somme in der Region Hauts-de-France. Sie gehört zum Arrondissement Abbeville und zum Kanton Abbeville-1. Das Gemeindegebiet liegt im Regionalen Naturpark Baie de Somme Picardie Maritime.

## Geschichte
Die Benediktiner-Abtei Forestmontier wurde im 7. Jahrhundert gegründet. Hier starb am 9. September 1545 Charles de Valois-Angoulême, duc d’Orléans.

## Bevölkerungsentwicklung

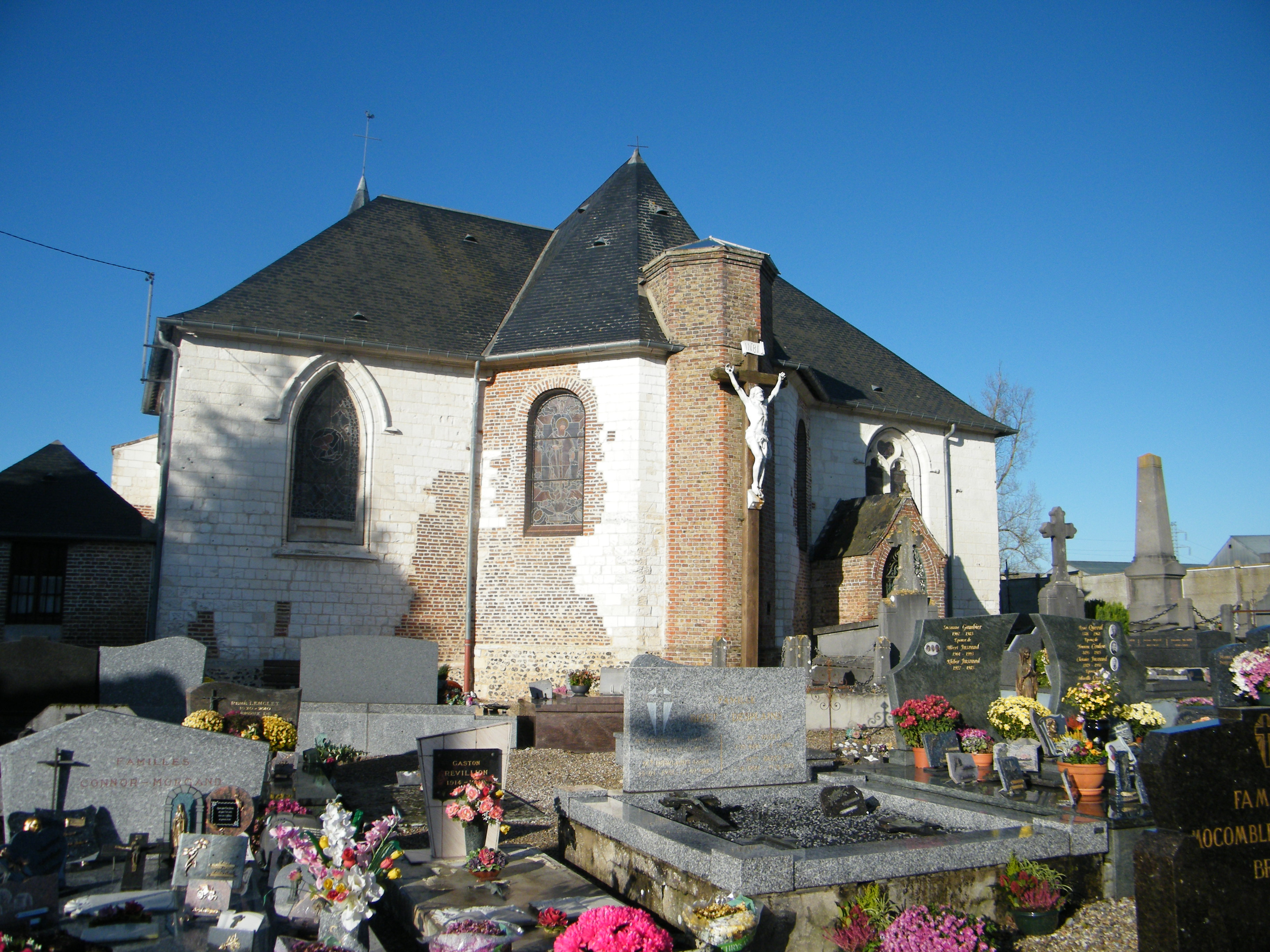
Kirche Saint-Martin

| 1962 | 1968 | 1975 | 1982 | 1990 | 1999 | 2012 | 2018 |
| ---- | ---- | ---- | ---- | ---- | ---- | ---- | ---- |
| 379  | 394  | 372  | 347  | 336  | 374  | 420  | 398  |